# Atlingand
Atlingand (Anas querquedula) er en af de mindste danske ænder. Navnet atling kommer fra jysk og betyder efternøler, hvilket hentyder til, at man tidligere mente, at Atlinganden kom fra det sidste æg i gråandens kuld på grund af dens størrelse.

## Udbredelse
Arten er en trækfugl, der yngler i de tempererede egne af Eurasien og overvintrer i de nordlige dele af troperne.

## Kendetegn
Hannen i pragtdragt kendes på sin markante hvide øjenbrynsstribe og sit rødbrune hoved, mens hunnen til forveksling ligner krikandens.Længde 37-41 cm og den har et vingefang på 59-67 cm. Den kan leve helt op til 10 år.

### Forveksling
Hun af Atlingand kan forveksles med Krikand, men er med sine 40 centimeter lidt større end denne. Hunnen mangler desuden krikandens grønne spejl.

## Dansk ynglefugl
Danmark ligger tæt på nordgrænsen for artens udbredelsesområde, hvilket gør den til en fåtallig og uregelmæssig ynglefugl i tiden fra marts/april til august/september. Den findes spredt over hele landet, men især omkring Limfjordens vestlige del og på øerne øst for Store Bælt. I år 2000 blev bestanden vurderet til at være mellem 300 og 500 par. Den lever i yngletiden en ret skjult tilværelse ved næringsrige småsøer og småmoser med meget randvegetation, der gerne skal ligge i nærheden af oversvømmede enge. De danske fugle overvintrer ved floddeltaer i Afrika syd for Sahara. Ynglebestanden er vurderet som sårbar på den danske rødliste.